# Nukleáris nyár

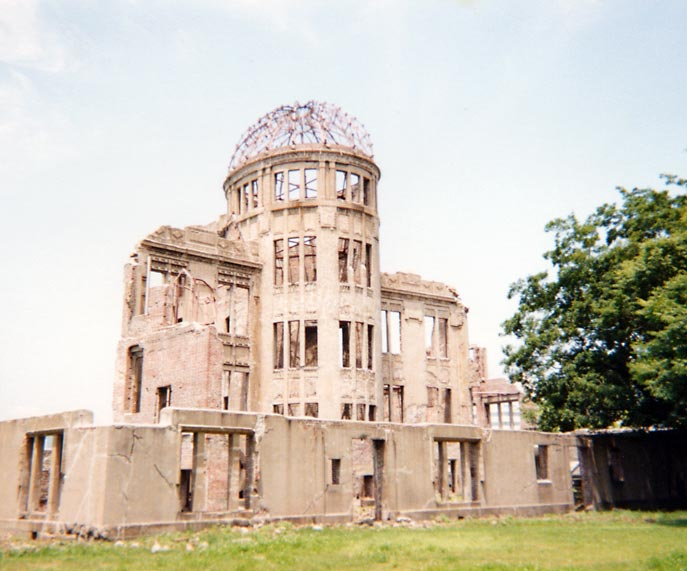
A hirosimai atombomba dóm nyáron

A nukleáris nyár egy olyan, nukleáris fegyver okozta feltételezett globális klimatikus állapot, amely a nukleáris tél után következhet be. Ebben az állapotban a sztratoszférában található vízmennyiség megnövekszik, ami az üvegházhatás révén a földfelszín felmelegedéséhez vezet. A nukleáris robbantások során nagy mennyiségű üvegházhatású gáz (nitrogén-oxid) jöhet létre, amely károsíthatja az ózonréteget. Ez a réteg óvja meg a Földet a Nap UV-B sugaraitól, amelyek a felszíni életformákat genetikailag károsítják. Ilyen extrém feltételek mellett az élőlények túlélési esélyei jelentősen csökkennek. Az ózon elnyelődése miatt a sztratoszféra felmelegszik, ezért az üvegházhatás erősödik.
Az elméletnek több egyszerűsített változata is létezik: miszerint A nukleáris tél előidézheti a nukleáris nyarat. A nagy hőmérsékletű nukleáris robbanások elpusztíthatják a sztratoszféra középső részén található ózon gázt.

## Külső hivatkozások
- Nuclear Winter and Other Scenarios by Jon Roland